# Pasteur-instituut (Frankrijk)
Het Pasteur-instituut, meestal Frans met Institut Pasteur aangeduid, is een particuliere non-profitorganisatie, een stichting in Frankrijk, in het belang van de volksgezondheid gewijd aan de studie van biologie, micro-organismen, ziekten en vaccins. Het is naar Louis Pasteur genoemd, de stichter en eerste directeur, die in 1885 als eerste een vaccin tegen hondsdolheid heeft ontwikkeld. Het instituut Pasteur is opgericht bij decreet van 4 juni 1887 en op 14 november 1888 door Marie François Sadi Carnot geïnaugureerd. Louis Pasteur gaf het drie doelstellingen mee:
'Het moet een kliniek voor de behandeling van hondsdolheid worden, een onderzoekscentrum voor besmettelijke ziekten en een onderwijscentrum voor de studie van de 'microbie' zijn'.
Pasteur bedoelde met de microbie het vakgebied dat later de microbiologie zou worden.
Het instituut is in Parijs gevestigd en loopt al meer dan een eeuw voorop in de strijd tegen besmettelijke ziekten. Het heeft door de jaren heen bijgedragen aan ontdekkingen, die een grote bijdrage aan de geneeskunde hebben geleverd bij de bestrijding van infectieziektes zoals difterie, tetanus, tuberculose, poliomyelitis, griep, gele koorts, pest en aids. Het heeft in 1983 als eerste het hiv geïsoleerd: het virus dat aids veroorzaakt.
Tien wetenschappers van het instituut zijn sinds 1908 beloond met een Nobelprijs voor Fysiologie of Geneeskunde.
Het oudste gebouw van het Institut Pasteur, gevestigd in het 15e arrondissement van Parijs, is een museum geworden, het Musée Pasteur. Er bevinden zich de privéappartementen van Pasteur, een crypte met zijn graf en een documentatiecentrum.

## Geschiedenis
Het Institut Pasteur is in 1887 door Louis Pasteur opgericht. Pasteur was een veelzijdig scheikundige en bioloog, net zoals het instituut dat later naar hem werd genoemd uit Frankrijk. Hij voerde experimenten aan de gisting uit voor het brouwen van bier en bouwde zijn werk tot fundamenteel onderzoek in de bacteriologie uit. Pasteur was al begonnen een methode voor sterilisatie te ontwikkelen, inmiddels bekend als pasteuriseren, had technieken van vaccinatie tegen bacteriële infecties ontwikkeld en was al bekend om een doeltreffend vaccin tegen hondsdolheid, toen hij een grote rol zou spelen bij het oprichten van het instituut.
Pasteur was evenzeer geïnteresseerd in fundamenteel onderzoek als in de praktische toepassingen ervan. De eerste vijf afdelingen van het instituut zijn door geleerden van zeer uiteenlopende richtingen opgezet. Émile Duclaux kreeg de leiding over microbiologisch onderzoek, Charles Chamberland over het onderzoek van micro-organismen in relatie tot hygiëne. Een bioloog, Ilja Iljitsj Metsjnikov, werd verantwoordelijk voor het onderzoek in de morfologie van micro-organismen en twee artsen, Joseph Grancher en Émile Roux, leidden het onderzoek naar micro-organismen. Een jaar na de inauguratie van het instituut, startte Roux de eerste cursus microbiologie ooit onderwezen, onder de naam cursus technische microbie.
De opvolgers van Pasteur zetten de traditie voort, zoals te zien is aan in de lijst met prestaties van het instituut. De lijst is niet volledig.
- 1889 Émile Roux en Alexandre Yersin beschrijven Corynebacterium diphtheriae en zijn daardoor in staat de behandeling van difterie met tegengif te verbeteren.
- 1894: Alexandre Yersin ontdekt de pathogene factor van de builenpest, Yersinia pestis.
- 1898: Paul-Louis Simond ontdekt de rol van de vlooien bij het doorgeven van de pest.
- 1907: Charles Louis Alphonse Laveran ontvangt de Nobelprijs voor zijn onderzoek, samen met Félix Mesnil, naar de rol van parasitaire protisten in het bloed bij sommige ziekten bij met name malaria.
- 1908: Ilja Iljitsj Metsjnikov ontvangt de Nobelprijs voor zijn bijdragen tot het begrip van het functioneren van het immuunsysteem.
- 1910: Constantin Levaditi en Karl Landsteiner tonen aan dat kinderverlamming door een enterovirus wordt veroorzaakt.
- 1914-1918: Onderzoekers van het instituut ontwikkelen een effectief oorlogsgas, chloropicrine.[1]
- 1917: Félix d'Hérelle ontdekt het bacteriofaag, een virus dat zich uitsluitend in bacteriën verspreid.
- 1919: Jules Bordet ontvangt de Nobelprijs voor zijn ontdekkingen met betrekking tot het immuunsysteem.
- 1921: Albert Calmette en Camille Guérin maken een kweek van de tuberculosebacterie, Mycobacterium tuberculosis, en ontwikkelen het eerste werkzame vaccin tegen tuberculose, bekend als het BCG-vaccin.
- 1928: Charles Nicolle ontvangt de Nobelprijs voor zijn onderzoek naar de overdracht van vlektyfus en in het bijzonder de rol die luizen daarbij spelen.
- 1932: Jean Laigret ontwikkelt het eerste vaccin tegen de gele koorts.
- 1935: Jacques Tréfouël, Thérèse Tréfouël, Federico Nitti en Daniel Bovet ontdekken de therapeutische werking van sulfamide.
- 1951: André Michael Lwoff bevestigt het bestaan van provirussen.
- 1954: Pierre Lépine ontwikkelt een van de eerste vaccins tegen kinderverlamming.
- 1957: Daniel Bovet ontvangt de Nobelprijs voor zijn ontdekkingen met betrekking tot antihistaminica en de synthese van curare-achtige stoffen.
- 1965: Jacques Monod en François Jacob ontvingen voor hun werk aan lac-regulatie de Nobelprijs
- 1970: Jean-Pierre Changeux isoleert de eerste receptor van een neurotransmitter, acetylcholine.
- 1983 en 1985: Luc Montagnier, Jean-Claude Chermann en Françoise Barré-Sinoussi ontdekken de twee virussen, hiv, die aids veroorzaken. Luc Montagnier en Françoise Barré-Sinoussi kregen daar in 2008 de Nobelprijs voor.
- 1985: Pierre Tiollais maakt voor het eerst een vaccin, dat uitgaande van dierlijke cellen met gentechnologie is ontwikkeld, tegen hepatitis B.
- 1990-1999: Het instituut raakt bij de affaire rond de ziekte van Creutzfeldt-Jakob betrokken, waarbij kinderen besmet zijn geraakt.

Een belangrijke fout van het instituut was dat het in 1897 een notitie van Ernest Duchesne over het gebruik van Penicillium glaucum bij de behandeling van infecties over het hoofd zag. Een vroege toepassing van deze ontdekking zou miljoenen levens hebben kunnen redden.

## De organisatie in de loop van de tijd
Het Pasteur-instituut had in de jaren 1960 met grote financiële problemen te kampen. Dit leidde in 1965 tot het aanvragen van Franse staatssubsidie. Deze subsidie werd verstrekt onder voorwaarde dat de commerciële activiteiten en het fundamentele onderzoek zouden worden gescheiden. Na een eerste overeenkomst met het farmaceutische bedrijf Roger Bellon, stichtte het instituut in 1972 een eigen commerciële tak, het Institut Pasteur Production, IPP. Sanofi, dochter van Elf Aquitaine, nam in 1974 een 35% belang in IPP en vergrootten dit belang in 1980 naar 50%, maar eind januari 1985 werd het IPP in twee delen gespitst: Pasteur-Sanofi diagnostics nam sindsdien de productie van diagnostische producten op zich en Pasteur-Mérieux de productie van vaccins en serums. Het Mérieux-instituut is daarbij met 51% belang hoofdaandeelhouder in zijn samenwerking met het Pasteur-instituut.

## Huidige ontwikkeling
Het Pasteur-instituut behoort op dit moment tot 's wereld beste onderzoeksinstellingen en omvat 100 researcheenheden met meer dan 2700 werknemers. Er zijn 500 vaste wetenschappelijke medewerkers en 600 tijdelijke, afkomstig uit 70 verschillende landen. Het instituut staat ook aan het hoofd van een Internationaal Netwerk van 24 Pasteur-instituten buiten Frankrijk die zich wijden aan medische problemen in de ontwikkelingslanden. Er is
een onderwijsinstituut en een epidemiologische eenheid.

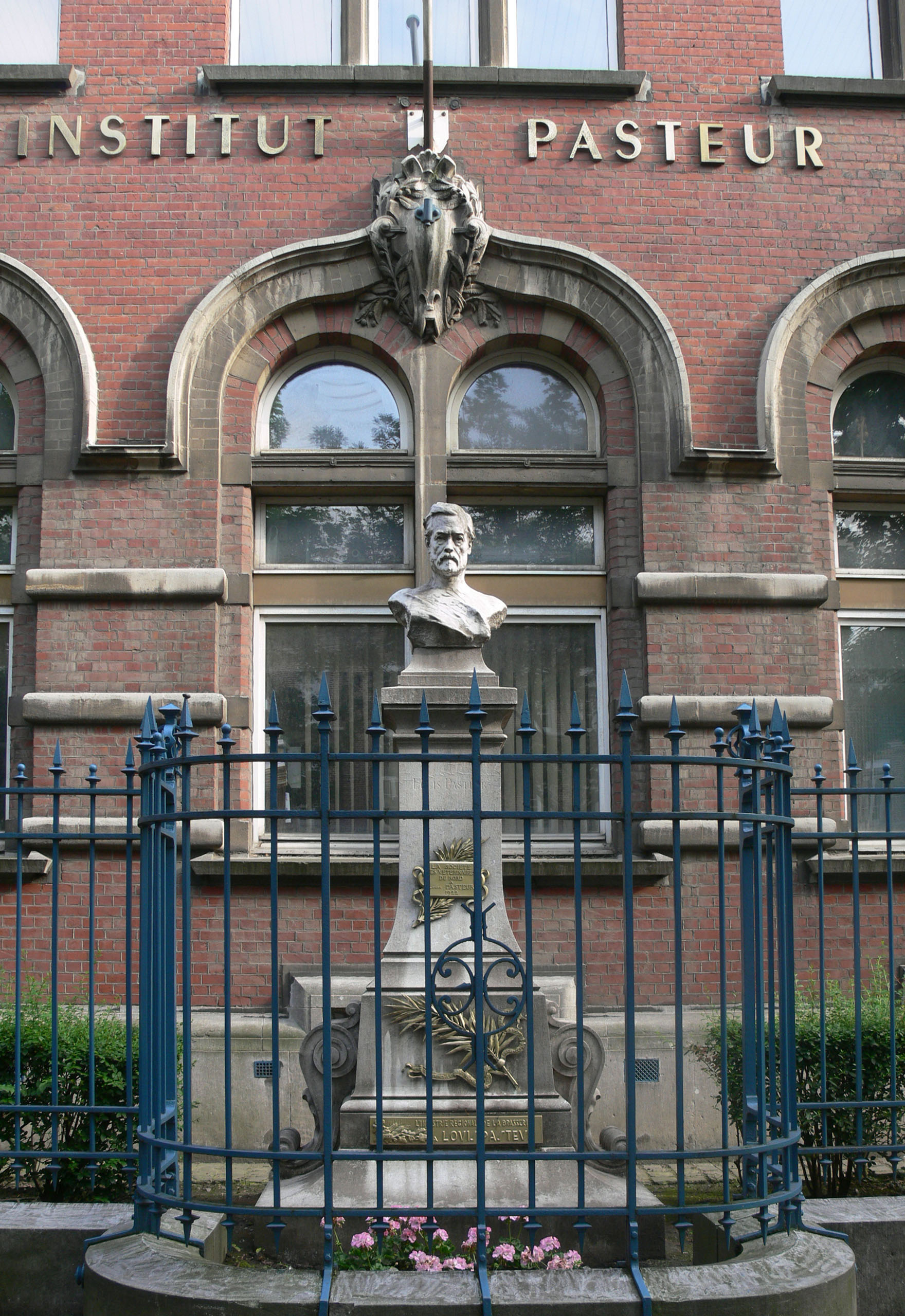
Pasteur-instituut in Lille

Het Internationale Netwerk van Pasteur Instituten RIIP heeft vestigingen in de volgende steden en landen:
- Algiers, Algerije
- Bangui, Centraal-Afrikaanse Republiek
- Brussel, België
- Lille, Frankrijk
- Phnom Penh, Cambodja
- Dakar, Senegal
- Pointe-à-Pitre, Guadeloupe
- Cayenne, Frans-Guyana
- Ho Chi Minhstad, Nha Trang en Hanoi, Vietnam
- Teheran, Iran
- Abidjan, Ivoorkust
- Tananarive, Madagaskar
- Casablanca, Tanger, Marokko
- Nouméa, Nieuw-Caledonië
- Sint-Petersburg, Rusland
- Tunis, Tunesië
- Athene, Griekenland
- Boekarest, Roemenië
- Niamey, Niger
- Yaoundé, Kameroen
- Seoel, Zuid-Korea
- Shanghai, China
- New York, Verenigde Staten
- Montreal, Canada
- Hongkong, China
- Montevideo, Uruguay
- Vientiane, Laos

Er heeft ook van 1885 tot 1961 een Institut Pasteur in Bandung gestaan.
- Bibsys: 90126093
- Biblioteca Nacional de España: XX96537
- Bibliothèque nationale de France: cb119872253 (data)
- Catàleg d'autoritats de noms i títols de Catalunya: 981058620195106706
- CiNii: DA08599900
- Gemeinsame Normdatei: 36271-2
- International Standard Name Identifier: 0000 0001 2353 6535
- Library of Congress Control Number: n50055329
- Nationale Bibliotheek van Letland: 000071272
- Nationale Bibliotheek van Tsjechië: nlk20050163517
- Nationale bibliotheek van Australië: 36233354
- Nationale Bibliotheek van Israël: 987007598899905171
- Réseau des bibliothèques de Suisse occidentale: 02-A003402962
- Système universitaire de documentation: 027936643
- Trove: 1234082
- Virtual International Authority File: 158811055